# Paracheilinus filamentosus
 Paracheilinus filamentosus és una espècie de peix de la família dels làbrids i de l'ordre dels perciformes.

## Morfologia
Els mascles poden assolir els 15 cm de longitud total.

## Distribució geogràfica
Es troba al Mar d'Andaman, l'Illa de Christmas, Nova Guinea, Cèlebes (Indonèsia), les Filipines, illes Salomó, les Illes Ryukyu, Taiwan, Palau i la Gran Barrera de Corall.